# Пуерто Малдонадо
Пуерто Малдонадо (шп. Puerto Maldonado) је град у југоисточном Перуу и главни град региона Мадре де Диос. Налази се у амазонској прашуми 55 километара западно од боливијске границе, на месту где се река Тамбопата улива у реку Мадре де Диос. Овај град је један од најзначајнијих трговачких центара у Амазонији. 
Дон Хуан Виљалта је 1901. предводио експедицију која је истраживала перуанске шуме. Он је основао Пуерто Малдонадо 10. јула 1902. Назвао га је по Фаустину Малдонаду који је истраживао област реке Мадре до Диос 1861. и удавио се у реци Маморе. 
Основне гране привреде у граду су експлоатација дрвета, испирање злата, сакупљање бразилских ораха, бродоградња и екотуризам. Подручје у близини града је практично остало без шума, тако да је туризам главни извор прихода. 
У Пуерто Малдонаду постоји мали међународни аеродром. Интерокеански аутопут од Бразила до пацифичких лука у Перуу пролази кроз овај град. Вијадукт преко реке Мадре до Диос (722 метра) отворен је за саобраћај марта 2012. 

## Биљни и животињски свет
Пуерто Малдонадо има титулу „престоница биодиверзитета Перуа“ због разноврсности флоре и фауне у шумама које окружују град, а посебно у националним парковима Ману, Тамбопата-Кандамо и Бахуаха-Сонене. То су неке од нејнедирнутијих кишних шума на свету, познатих по речним мртвајама и хранилиштима где се аре хране минералима у глини. 